# Evansdale (Iowa)
Pour les articles homonymes, voir Evansdale.
Evansdale est une ville du comté de Black Hawk, en Iowa, aux États-Unis. La ville est incorporée le 13 novembre 1947.

## Source de la traduction
- (en) Cet article est partiellement ou en totalité issu de l’article de Wikipédia en anglais intitulé « Evansdale, Iowa » (voir la liste des auteurs).